# ヨハン4世 (アンハルト＝ツェルプスト侯)
ヨハン4世（Johann IV., 1504年9月4日 - 1551年2月4日）は、アンハルト＝ツェルプスト侯。

## 生涯

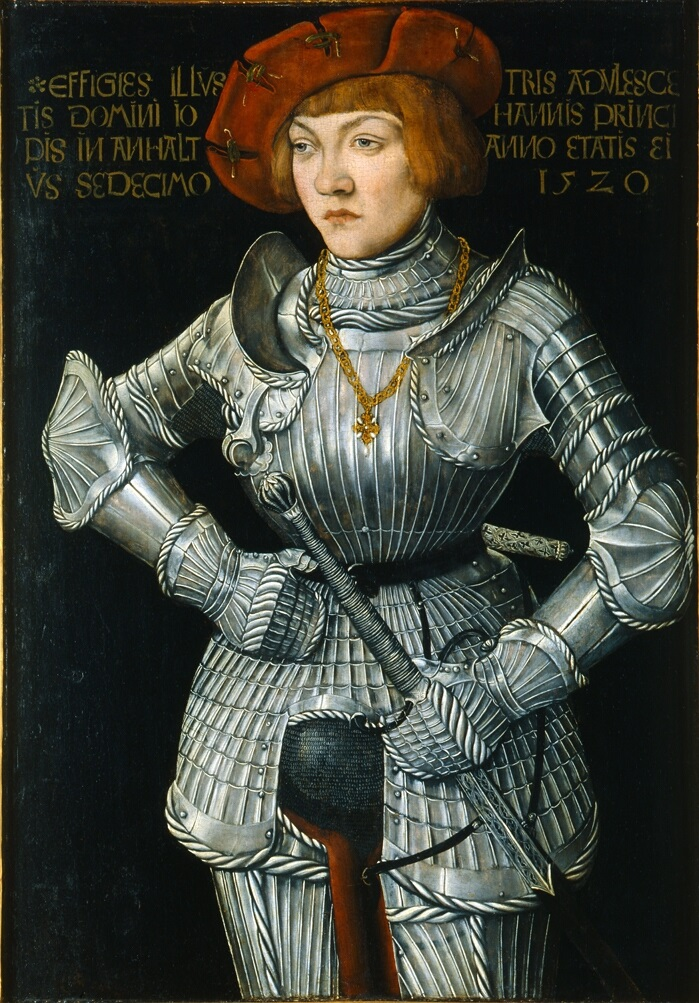
アンハルト侯ヨハン4世（ルーカス・クラナッハ画、1520年ごろ）

ヨハン4世は、アンハルト＝デッサウ侯エルンスト（1451年 - 1516年）とミュンスターベルク公ハインリヒ1世の娘マルガレーテ（1473年 - 1530年）の長男として生まれた。ヨハンは大切に育てられ、成人するまで後見人ブランデンブルク選帝侯ヨアヒム1世の宮廷に送られた。
知識がありバランスの取れた性格であったため、ヨハンはしばしば他の諸侯の争いごとの調停役を担った。ヨハンは皇帝カール5世に代わってマルティン・ルターと交渉し、デンマーク王クリスチャン2世に代わってブランデンブルク宮廷と交渉を行った。
当初は熱心なカトリック教徒であったため宗教改革に傾倒するアンハルトの他の親族と対立したが、後に弟ゲオルク3世の影響で自らもルター派の信仰を取り入れ、1535年以降は自領内でも宗教改革を推進した。弟らとの共同統治においてはヨハンが実権を握った。
1544年に領地が分割されたとき、ヨハンはツェルプストとエルベ川の対岸の町や領地を手に入れた。しかし、同年に脳卒中を患い、1551年に亡くなるまで回復することはなかった。ヨハンの下で領内は繁栄したが、借金も同様に増大した。

## 結婚と子女

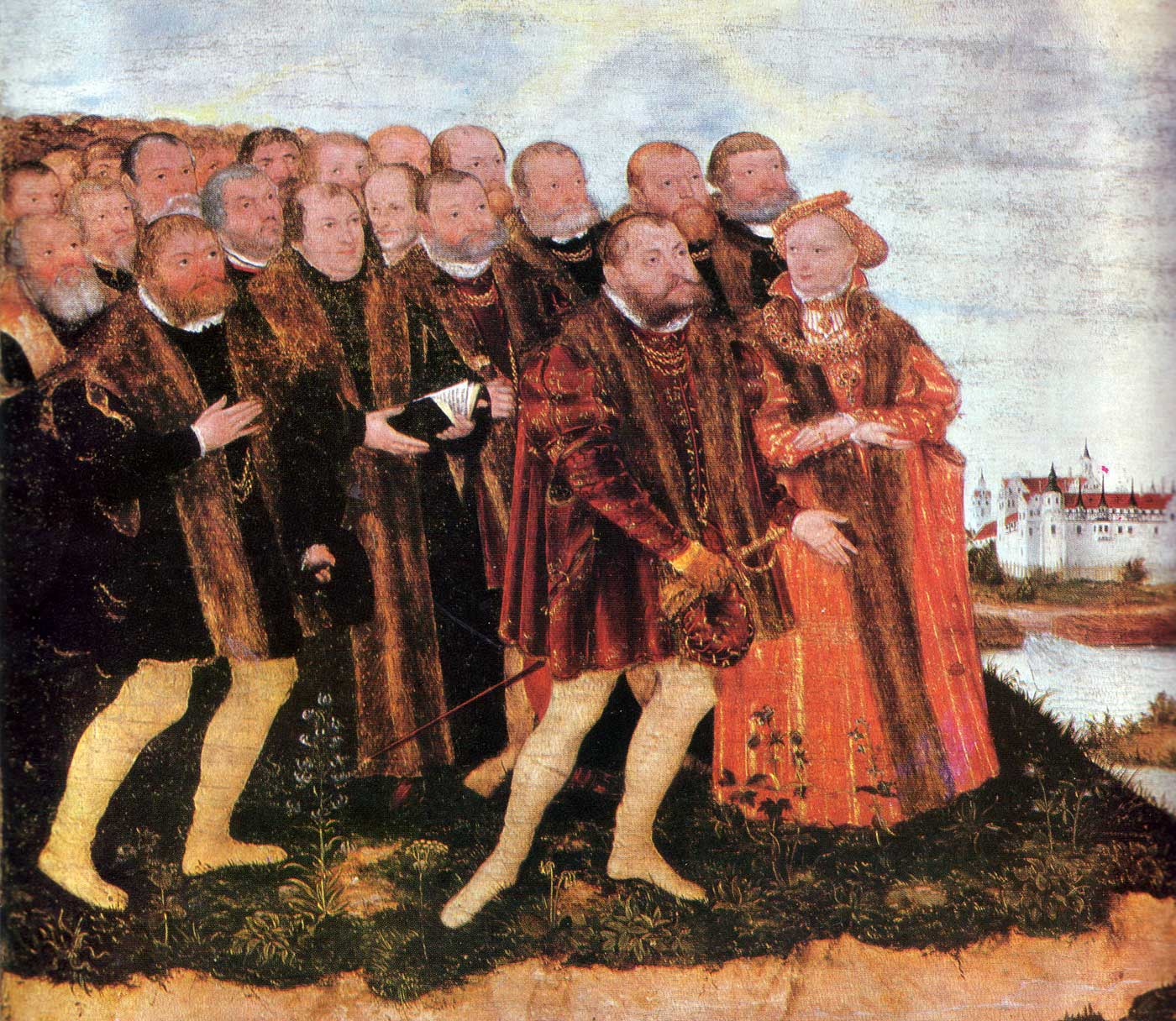
ヨハン4世との結婚のため姉マルガレーテを送り届けるブランデンブルク＝キュストリン辺境伯ヨハン（「キリストの洗礼」からの抜粋、ルーカス・クラナッハ (子)画、グルーネヴァルト狩猟館）

1534年2月15日、デッサウにおいてブランデンブルク選帝侯ヨアヒム1世の娘でポメラニア＝ヴォルガスト公ゲオルク1世の未亡人であるマルガレーテ（1511年 - 1577年）と結婚した。マルガレーテは自身の寡婦財産より、継息子のフィリップ1世から年間1,200ギルダーの年金を受け取ることになっており、復活祭にヴォルガストの代官からパーゼヴァルクのマルガレーテの代理人に支払われていた。1543年、ヨハン4世とマルガレーテは、ゲオルク1世とマルガレーテとの間に生まれた娘ゲオルギアをフィリップ1世に引き渡さなければならなかった。ゲオルギアはポメラニアの公女とされ、当時の法的見解によるとポメラニアにおいて教育を受けなければならなかったためである。
ブランデンブルク選帝侯家出身の、はるかに地位の高い未亡人との結婚は盛大に祝われた。しかし、ヨハンは結婚からわずか数年で病となり、1544年に脳卒中を起こした。その数年後にヨハンは妻と不仲になり、そのためマルガレーテは1550年に一時幽閉され、後に逃亡した。この結婚で以下の子女が生まれた。
- カール（1534年 - 1561年） - アンハルト＝ツェルプスト侯
- ヨアヒム・エルンスト（1536年 - 1586年） - アンハルト侯
- マリー（1538年 - 1563年） - 1559年にバルビーおよびミューリンゲン伯アルブレヒト10世（1534年 - 1586年）と結婚
- ベルンハルト7世（1540年 - 1570年） - アンハルト＝デッサウ侯
- マルガレーテ（1541年 - 1547年）
- エリーザベト（1545年 - 1574年） - 1570年にバルビー伯ヴォルフガング2世（1531年 - 1615年）と結婚